# Jaunpur (huyện)
Huyện Jaunpur là một huyện thuộc bang Uttar Pradesh, Ấn Độ. Thủ phủ huyện Jaunpur đóng ở Jaunpur. Huyện Jaunpur có diện tích 4038 ki lô mét vuông. Đến thời điểm năm 2001, huyện Jaunpur có dân số 3911305 người.